# Різновиди пасти

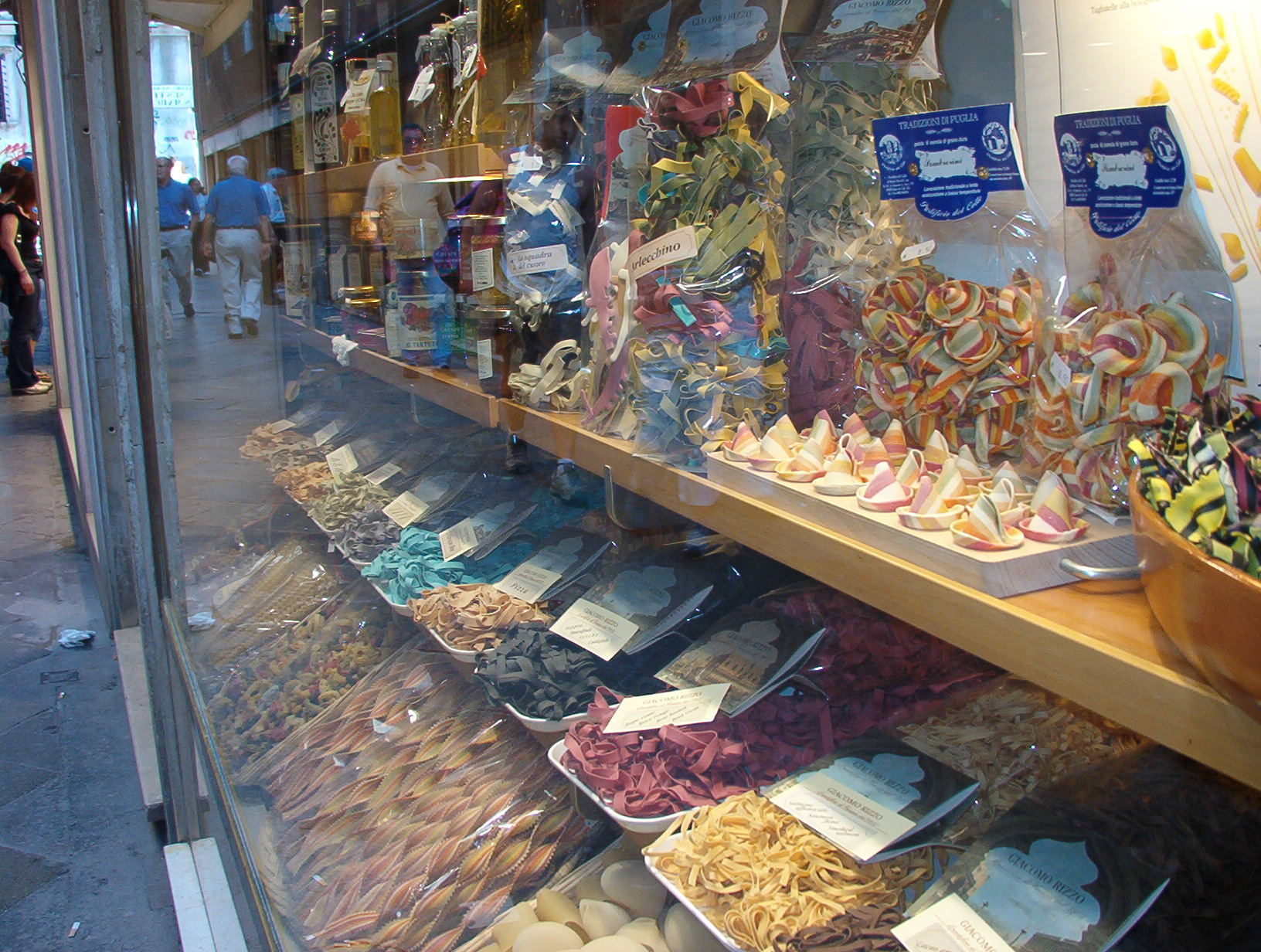
Деякі різні кольори та форми пасти у спеціалізованому магазині пасти у Венеції

Існує безліч різних сортів пасти (макаронних виробів). Зазвичай вони сортуються за розміром, будучи довгими (pasta lunga), короткими (pasta corta), фаршированими (ripiena), приготованими в бульйоні (pastina ), розтягнутими (strascinati) або у  формі галушок (gnocchi/gnocchetti), також свіжовиготовленою (англ. fresh, або висушеною (англ. dried) . Однак, завдяки різноманітності форм та регіональних варіантів, «паста gnocchetto у однієї людини може називатись strascinato у іншої».
Деякі варіанти пасти мають унікальний регіональний характер і не широко відомі; багато типів мають різні назви залежно від регіону чи мови. Наприклад, розрізану rotelle в Італії також називають ruote, і колеса фургонів (англ. wagon wheels) у США. Виробники та кухарі часто винаходять нові форми макаронних виробів або можуть перейменовувати наявні форми з маркетингових міркувань. 
Назви італійської пасти часто закінчуються суфіксами множини чоловічого роду -ini, -elli, -illi, -etti або множинами жіночого роду -ine, -elle тощо, все передає значення «маленький»; або з -oni, -one, що означає «великий». Можуть також зустрічатися й інші суфікси, такі як -otti («мотанка») та -acci («грубо», «погано зроблено»). В італійській мові всі назви пасти у множинні. 
Кожна паста має своє унікальне призначення. Наприклад, пенне (італ. penne) та фузілі (італ. fusilli) можуть вмістити більше соусів, ніж спагеті (італ. spaghetti) завдяки їх порожнистим формам. Крім того, вибір пасти може використовуватись для доповнення консистенції соусів, що використовуються в процесі приготування. Однак цей вибір здебільшого обумовлений традиціями та звичками.

## Паста з довгою та середньою довжиною
Довга паста може виготовлятись екструзією або прокаткою та нарізкою. 
| Вигляд | Тип                               | Опис | Переклад, походження назви | Синоніми | Походження або головний регіон споживання                          |
| ------ | --------------------------------- | --- | --- | --- | ------------------------------------------------------------------ |
|        | Barbine                           | Тонкі пасма, зазвичай згорнуті у гнізда | Маленькі бороди | Barbina |                                                                    |
|        | Баветте (італ. Bavette)           | Більш вузька версія Тальятеле (італ. tagliatelle) | Нагрудник | Baverine, bavettine, lasagneddi (Сицилія) | Лігурія                                                            |
|        | Bigoli                            | Товсті, м'які, схожі на Спагеті (італ. spaghetti). Виготовляється з цільної пшениці, радше ніж з твердих сортів. Іноді робиться з качиним яйцем. | Від bigolaro, прес для пасти, використовується для виготовлення bigoli | Fusarioi | Венето                                                             |
|        | Букатіні (італ. Bucatini)         | Товста паста, схожа на спагеті, з отвором, що проходить через центр | Порожні соломки З італ. buco, що означає "діра", та італ. bucato, що означає "пробитий". | Boccoloti, perciatellini, foratini, fidelini bucati, fide bucate, agoni bucati, spilloni bucati | Лаціо                                                              |
|        | Бузіате (італ. Busiate (busiati)) | Тип довгих макаронів (macaroni). Часто згортається навколо гілочки місцевої трави. | Від busa, що означає "тростина". | Subioti, fusarioi, maccheroni bobbesi, busa, ciuffolitti (Abruzzo), gnocchi del ferro | Сицилія (особливо Трапані) Сардинія                                |
|        | Капелліні (італ. Capellini)       | Дуже тонкі Спагеті (італ. spaghetti), часто згорнуті в гнізда. Capelli d'angelo трохи тонше. | Тонке волосся, волоссячко | Angel Hair, Capelli d'angelo ("Волосся ангела"), cabellos de angel, capelvenere ("Волосся Венери"), fidelini, fedelini, cappellini, sopracappellini, capellini fini, bassetti, tagliolini a nido, barbine a nido, ramicia, vrimiciddi                                | Лігурія                                                            |
|        | Fedelini                          | Дуже тонкі Спагеті (італ. spaghetti) | Малі віруючі | | Неаполь, Генуа, Лігурія                                            |
|        | Ferrazuoli                        | Подібні до скрученого буккато (buccato) з щілиною, що біжить збоку | Можливо, з тонкого залізного квадрата, який використовується для створення щілини [джерело?] | Cannucce | Калабрія                                                           |
|        | Феттуччіне (італ. Fettuccine)     | Стрічка пасти завширшки приблизно 6,5 міліметрів. Більше і товстіше ніж Тальятеле (італ. tagliatelle) | Маленькі стрічки: від affettare, "нарізати". | Lasagnette, fettucce, ramicce, sagne | Рим                                                                |
|        | Філєя (італ. Fileja)              | Подовжений гвинт. | | filleda, filateddhi, filatelli, fusilli avellinesi, maccaruni aru ferru, ricci di donna | Вібо-Валентія (Калабрія), Авелліно (провінція) (Кампанія (Італія)) |
|        | Лінґвіне (італ. Linguine)         | Сплющені Спагеті (італ. spaghetti) | Маленькі язики | Bavettine, bavette fini, radichini, linguettine | Лігурія                                                            |
|        | Lagane                            | Широка паста | | Lasagnoni, Bardele |                                                                    |
|        | Лазанья (італ. Lasagna)           | Квадратні або прямокутні листи пасти, які іноді мають рифлені краї (lasagne ricce). Квадрати пасти — lasagna, тоді як страва — lasagne | Можливо з латинського lasanum або грецького lasonon, "Каструля для готування", або греко-романського laganum, плоский шматок хліба. | bardele, lasagnoni (Венето); capellasci (Лігурія); sagne (Салентина); lagana (Апулія); the fluted version can also be doppio festone, sciabo, sciablo |                                                                    |
|        | Lasagnette                        | Більш вузька версія Лазанья (італ. Lasagna) | Мала lasagna | |                                                                    |
|        | Lasagnotte                        | Довша версія Лазанья | Більша lasagna | |                                                                    |
|        | Maccheroni alla molinara          | Дуже товста, довга, витягнута вручну паста. | Паста дружини мельника | | Абруццо                                                            |
|        | Maccheroncini di Campofilone      | Тонкі пасма пасти з тіста на основі яєць. Подібна до Capelli d'angelo. | | | Марке                                                              |
|        | Mafalde                           | Довгі прямокутні стрічки з гофрованими сторонами. | Названа на честь Princess Mafalda of Savoy | Reginette, frese, tagliatelle nervate, signorine, trinette, ricciarelle, sfresatine, nastri, nastrini | Неаполь                                                            |
|        | Matriciani                        | Подібна до perciatelli, але складена, а не вигнута | | |                                                                    |
|        | Папарделє (італ. Pappardelle)     | Товсті пласкі стрічки з тіста на основі яєць | Від Тосканський діалект papparsi, "обжиратися". | Papparelle, paparele (Veneto); paspardelle (Marche) | Тоскана та північна Італія                                         |
|        | Perciatelli                       | "Віртуально ідентична до bucatini" | Від perciare, «заглибити» | Maccheroncelli, Maccheronicini, Mezzanelli, Long Macaroni | Кампанія (Італія)                                                  |
|        | Пічі (італ. Pici)                 | Дуже товста, нерегулярна і довга, розкатана вручну паста. | Від appiciare, "проштовхувати". | Lunghetti (Монтальчино); pinci (Монтепульчано (муніципалітет)); umbrici/ciriole (Умбрія) | Тоскана                                                            |
|        | Pillus                            | Дуже тонкі стрічки приготовані в яловичому бульйоні | | Lisanzedas, a variation; large discs in lasagne-like layers | Сардинія                                                           |
|        | Rustiche                          | Зубчасті стрічки | буквально жіночій рід від множини rustico, що означає "сільський" | | Апулія                                                             |
|        | Sagne 'ncannulate                 | Довга трубка виконана зі скрученої стрічки | Caned lasagne | |                                                                    |
|        | Scialatelli or scialatielli       | Короткі пласкі стрічки | | | Sorrento                                                           |
|        | Спагеті (італ. Spaghetti)         | Довга, тонка, циліндрична паста італійського походження, зроблена з семоліни або борошна і води. Spaghettini та spaghettoni трохи тонші або товщі відповідно. | "Маленькі струни". Spaghetti множина італійського слова spaghetto, що є зменшенням spago, що означає "тонка струна" або "шпагат". | Fide/fidi, fidelini, ristoranti, vermicelloni, filatelli, vermicelloni giganti |                                                                    |
|        | Spaghetti alla chitarra           | Квадратні Спагеті (італ. Spaghetti), зроблені з яєць та богрошна | Названа на честь гітароподібного пристрою, який використовується для різання пасти, який має дерев'яний каркас з нанизаними металевими проводами, листи пасти притиснуті вниз на пристрій, а потім на дротах «грають», так стрічки пасти падають через отвори. | Tonnarelli, maccheroni alla chitarra | Абруццо                                                            |
|        | Spaghettini                       | Трохи тоншій варіант Спагеті (італ. Spaghetti) | Тонкі spaghetti | Thin spaghetti |                                                                    |
|        | Spaghettoni                       | Трохи товщий варіант Спагеті (італ. Spaghetti) | | Spaghetti spessi |                                                                    |
|        | Stringozzi                        | Подібна до "шнурків" | Шнурки | |                                                                    |
|        | Su Filindeu                       | Надзвичайно рідкісна паста, виготовлена з 256 рівних ниток тонко витягнутого і складеного тіста та викладених на сонці для висихання. | Нитки (або вовна) Бога | | Сардинія                                                           |
|        | Тальятеле (італ. Tagliatelle)     | Стрічки з пасти на основі яєць. Зазвичай вужчі ніж Феттуччіне (італ. fettuccine). | Від італійського tagliare, що означає "різати". | Tagliarelli, reginelle, fresine, nastri, fettuccelle, fettucce romane, fiadi, tagliolini; tagliatelle smalzade (Тренто (провінція)); lesagnetes (Венето); bardele (Ломбардія); fettuccine (Лаціо); pincinelle (Colonna); tagghiarini (Сицилія); taddarini (Сардинія) | Емілія-Романья (особливо Болонья)                                  |
|        | Taglierini                        | Тонший варіант Тальятеле (італ. Tagliatelle) | Від італійського tagliare, що означає "різати". | Tagliolini; tagliatini (Тоскана); tajarin (П'ємонт) | Лігурія, П'ємонт                                                   |
|        | Trenette                          | Тонкі стрічки ребристі на одній стороні. Трохи товщі, ніж linguine. | | |                                                                    |
|        | Tripoline                         | Товста стрічка, з ребрами з однієї сторони | | Signorine |                                                                    |
|        | Вермішель (італ. Vermicelli)      | Традиційна кругла паста, тонша, ніж spaghetti. | Маленькі черв'яки | Дуже тонкі spaghetti | Кампанія (Італія)                                                  |
|        | Ziti                              | Довгі, вузькі, шлангоподібні трубки більші ніж mezzani (також називаються mezzi ziti) або bucatini котрі традиційно ламаються перед приготуванням. Додавання слова rigati (e.g. ziti rigati) позначає лінії або хребти на поверхні пасти. Ziti candelati довше, zitoni трохи більше. | Наречена і наречений (ziti множина) на сицилійському діалекті . | Boccolotti, zitoni, zituane, candele, ziti candelati | Південня Італія                                                    |

## Коротка паста
Коротко нарізана паста ("pasta corta") здебільшого виготовляється екструзією.
Суміш залишків випадкових шматків пасти (зазвичай з 5 різних видів пасти) називається італ. Pasta mista (або «змішана паста»), та виникла в Неаполі.
| Вигляд | Тип                           | Опис | Переклад, походження назви | Синоніми | Походження або головний регіон споживання                                                                |
| ------ | ----------------------------- | --- | --- | --- | --- |
|        | Anelli                        | Коротка трубчаста або кільцеподібна паста іноді з ребрами зсередини або зовні. | Маленькі кільця | Anelloni, anellini, anelletti, anelloni d'Africa (великі кільця) | |
|        | Boccoli                       | Коротка, товста кручена форма. | | | Сардинія                                                                                                 |
|        | Calamarata                    | Широка кільцеподібна паста | Подібний до кальмара | Calamari | Неаполь                                                                                                  |
|        | Campanelle or torchio         | Плоска у формі дзвоника паста з краєм з оборками на одному кінці. Torchio ідентична, з гладким краєм. | Квітка дзвіночок, gigli це лілія, torchio це прес(зазвичай для оливок або винограду, але може бути для пасти).                                                       | Gigli, cornetti, corni di bue | |
|        | Cappelli da chef              | Екструдована паста, котра виглядає як капелюх шеф-кухаря | Капелюх шеф кухаря | Chef's hats | |
|        | Казаречче (італ. Casarecce)   | Короткої довжини, видавлена у формі, що в перетині нагадує S. | Від casereccio, "зроблена вдома". | Casarecci, Cesariccia | |
|        | Castellane                    | Паста у формі раковини, що згорнулася в конічну форму | Перекладається як «мешканець замку», за формою паста дуже нагадує форму довгого струмкого халата.                                                                    | | |
|        | Cavatappi                     | Макарони у формі штопора. | Штопор | Cellentani, amori, spirali, tortiglioni, або fusilli rigati. | |
|        | Cavatelli                     | Короткі, суцільної довжини. Існують у трьох розмірах, зазвичай вимірюються в пальцях (один, два, три) | Від слова cavare, "дупло". | Cortecce, gnocchetti, manatelli, orecchie di prete, strascinati, truoccoli ; capunti, cingule, minuich, rascatelli, zinnezinne (Базиліката); cantaroggini, cavatieddi, cecatelli/cicatelli, cecatidde, mignuicchi, strascenate, tagghjunghele (Апулія and Кампанія (Італія)); pincinelle (Марке); cavatielle, 'ncatenate, cazzarille, ciufele (Molise); cavasuneddi, cavatuneddi, gnucchitti, gnocculi (Сицилія), pizzicarieddi (Апулія). На зображенні dry capunti, варіант cavatelli з Апулії. | Південна континентальна Італія (якто Кампанія (Італія), Апулія, Молізе, Базиліката, Калабрія) та Сицилія |
|        | Chifferi                      | Короткі і широкі макарони. Можуть бути гладкі (lisce) або з борознами (rigati). | Від австрійського печива Kipferl. | Gomiti | |
|        | Cicioneddos                   | Ручної прокатки паста, що має форму раковини, котра має менші розміри, ніж malloreddus. | | | Сардинія                                                                                                 |
|        | Мушлі (італ. Conchiglie)      | У формі мушлі, зазвичай з борознами (rigate) | Мушлі, Черепашки, Раковини | Arselle, abissini, coccioline, conchigliette, tofettine, cinesini, margaritine, cinesi rigati, mezzi cocci, margherite rigate, cappettine | |
|        | Creste di galli               | Короткий, вигнутий і з оборками | Гребінь півня | Grui | |
|        | Fagioloni                     | Short narrow tube | Великі боби | | |
|        | Фарфале (італ. Farfalle)      | У формі краватки-бантика або метелика | Метелики | fiochetti, fiocconi, farfalloni, galla genovese, strichetti (Модена), nocchette (Апулія and Абруццо) | |
|        | Fazzoletti                    | Тонкі прямокутники чи квадрати пасти | Хустинка | Fazzoletti di seta, mandilli di sea (Лігурійська мова) | Лігурія                                                                                                  |
|        | Festoni                       | Товсті спіралі з оборками | Здобич | | |
|        | Fiorentine                    | Різьблені різані трубочки | Флорентійські | | |
|        | Fiori                         | У формі як квітка | Квіти | | |
|        | Фузіллі (італ. Fusilli)       | Довга, товста паста у формі штопора, що може бути суцільною або порожнистою. | Слово fusilli імовірно, походить з італійської: fuso, що означає "веретено".                                                                                         | Eliche, girandole, rotini, tortiglioni, spirali | |
|        | Fusilli bucati                | Порожнистий варіант Fusilli. Примітка: різні фігури можуть бути включені до цієї назви. Може бути довгою, короткою або скрученою(lunghi, corti або gemellati). | веретено з отвором | Busiata, maccaruna di casa, pirciati, filati cu lu pirtuso, fusilli col buco. | Сицилія                                                                                                  |
|        | Garganelli                    | Яєчна паста квадратної форми згорнута в трубочку | Від garganel, "стравохід" | Maccheroni al petine (Марке), fischioni | Емілія-Романья                                                                                           |
|        | Джемеллі (італ. Gemelli)      | Одинарне S-подібне пасмо пасти, скручене в вільну спіраль. | Назва походить від італійського слова "близнюки". | | |
|        | Gnocchi                       | Раковини з долями. Не плутати з галушками Ньокі (gnocchi). | Можливо "вузли" | | |
|        | Gomiti                        | maccheroni у формі ліктя, з борознами. | Від gomito, "лікоть". | Chifferi | |
|        | Kusksu                        | Паста у формі перцю, що"трохи більше, ніж коріандр", використовується у традиційному мальтійському супі, котрий носить відповідну назву. Пасту kusksu "не плутати з couscous".                                                                                          | | | Мальта                                                                                                   |
|        | Lanterne                      | Вигнуті гребені | Ліхтарі | | |
|        | Lorighittas                   | Пасма пасти двічі обертаються навколо трьох пальців, щоб утворити кільце, а потім скручуються, щоб виглядати як мотузка. | Маленькі кільця | | Моргонджорі, Сардинія                                                                                    |
|        | Макарони (італ. Macaroni)     | Труби, або вигнуті або прямі | З грецької їжа з ячменю | Macaroni (за межами Італії), maccheroncini | Неаполь                                                                                                  |
|        | Maccheroncelli                | Порожня трубчаста паста, товщиною трохи менше, ніж олівець | Маленькі maccheroni | | |
|        | Mafaldine                     | Short ribbons with ruffled sides | Маленька mafalde | Mafalda corta, Biricci | |
|        | Maltagliati                   | Неправильні форми плоскої пасти, сформовані з обрізків виробництва пасти. | Погано порізані | Strengozze, malmaritati, blecs; pizzocherini (Вальтелліна); straciamus/spruzzamusi (Мантуя); gasse, martaliai (Liguria); begnamusi/sguazzabarbuz (Емілія-Романья); strengozze (Марке); sagne 'mpezze (Latium); pizzelle (Апулія); foglie di salice (П'ємонт) | |
|        | Malloreddus                   | Паста у формі раковини з шафраном. Існує також машинно-екструдована версія, котра зазвичай не використовує шафран. | У кампіданському діалекті malloreddu це самець корови (множина malloreddus)                                                                                          | Gnocchetti sardi, caidos, macarones cravaos, maccaronis de orgiu | Сардинія                                                                                                 |
|        | Mandala                       | Розроблена Філіппом Старком у 1987 році для французького виробника пасти Panzani, призначена для компенсації перегріву. | Посилання до mandalas. | | |
|        | Marille                       | Розроблена Джорджетто Джуджаро в 1983 році - у формі океанської хвилі, що котиться, але невдала і більше не виробляється. | Від mare, "море" | | |
|        | Mezzani                       | Коротка вигнута трубка | Напіврозмірні | Perciatelloni, Mezze Zite, Regine, Scaloppi, Napoletani | |
|        | Mezze maniche                 | Майже половина довжини rigatoni | Напіврукава | | |
|        | Mezze penne                   | Коротка версія penne | Півручки | | |
|        | Mezzi bombardoni              | Короткі широкі трубки | Напівбомби | | |
|        | Nuvole                        | Коротка скручена паста | Хмари | | |
|        | Paccheri                      | Великі трубки пасти часто заливають соусом або фарширують інгредієнтами. Може руйнуватися під власною вагою при приготуванні. | від неапольського paccharia, "Ляпає" з применшенням -ero щоб позначити щось загальне. Назву приписують через плескаючий звук, який вони можуть видавати під час їжі. | Maniche di frate, maniche rigate, rigatoni, rigatoncini, bombaroni, tufoli rigati. Moccolotti у Марке та Умбрія. | Неаполь                                                                                                  |
|        | Passatelli                    | Виготовляється з хлібної крихти, яєць, тертого пармезану, лимону та мускатного горіху та готується у курячому бульйоні. | | | Пезаро-е-Урбіно (північна Марке) та інші регіони Північна Італія такі як Емілія-Романья                  |
|        | Pasta al ceppo                | Листова паста, схожа за формою з паличкою кориці | Паста у формі поліна | | |
|        | Пенне (італ. Penne)           | Трубки середньої довжини з гребенями, розрізані по діагоналі на обох кінцях. Вони можуть бути будь-якими lisce (гладкі) or rigate (рифлені). Mostaccioli також часто використовується для продукції Barilla , pennette мають коротшу довжину, а pennoni ширші та товщі. | Ручки (після гусячого пера) або пір'я. | Pennine, mezze pennette lisce, mezze penne, mezzani, pennettine, pennuzze, penne regina, mostaccioli, penne a candela, penne di natale/natalini, penne di ziti/zitoni. | Лігурія                                                                                                  |
|        | Penne ricce                   | Варіант згорнутого пенне, зазвичай рифлений. | Закручені penne. | | |
|        | Picchiarelli                  | Трохи довші, ніж cavatelli. | | | Апулія                                                                                                   |
|        | Pipe rigate                   | Дуже схожа на Lumaconi але менша і має лінії, що проходять по її довжині | Різьблені труби. | | |
|        | Піццокері (італ. Pizzoccheri) | Тип короткої tagliatelle, плоска стрічка пасти, виготовлена з гречаного борошна: відсутність клейковини робить її важкою для маніпуляцій. | Від pinzochero, "фанатик". | Fugascion, pizzocher di Tei | Вальтелліна (Ломбардія)                                                                                  |
|        | Quadrefiore                   | Квадрат з рифленими краями | Від quadro, "квадрат" та fiore, "квітка" | | |
|        | Radiatori                     | У формі радіаторів, вони були створені між Першою та Другою світовими війнами. Їх часто використовують у подібних стравах як і rotelle або fusilli бо їх форма добре справляється з густішими соусами.                                                                  | Радіатор | Marziani | |
|        | Riccioli                      | Порожній зріз з циліндричними гребенями. | Завитки. | | |
|        | Ricciolini                    | Коротка паста з поворотом на 90 градусів | Маленькі завитки. | | |
|        | Ricciutelle                   | Коротка спіральна паста | Маленькі завитки. | | |
|        | Rigatoncini                   | Менша версія rigatoni | Невеликі підкладки | | |
|        | Рігатоні (італ. Rigatoni)     | Середньої величини трубка з кінцями обрізаними під прямим кутом, іноді злегка зігнута. Завжди різьблений і прямий або зігнутий залежно від способу екструзії. | Від rigare, "лініїти, борознити, канавки". | Bombardoni, cannaroni rigati, cannerozzi rigati, rigatoni romani, trivelli, tuffolini rigati | Лаціо |
|        | Rombi                         | Ромбоподібні стрічки | | | |
|        | Rotelle                       | Паста у формі колеса фургона | Маленькі колеса. | Biciclette, ruotine, ruote, rotelline, ruotelline, rotine, rotini | |
|        | Sagnette                      | Короткі товсті стрічки з Абруццо та Молізе. Також називають sagne або tagliolini. | | | |
|        | Sagnarelli                    | Прямокутні стрічки з рифленими краями | | | |
|        | Sedani                        | Трохи більші за maccheroni з подібним легким вигином. Можуть бути гладкі (lisce) або з борознами (rigati). | Від sedano, "селера" | Sedanini, cornetti, diavoletti, diavolini, folletti; or zanne d'elefante if smooth. | |
|        | Spirali                       | Спіральні труби | Спіралі | | |
|        | Spiralini (Scharfalini)       | Щільно згорнуті спіралі | Малі спіралі | | |
|        | Strapponi                     | Смужки пасти рвані з листа. | Від strappare, "здирати" | | Тоскана                                                                                                  |
|        | Strozzapreti                  | Загорнуті по ширині. Подібні до сіцілійських casarecce. | Жреці-священики чи священики-задушники | Strangolarpreti, gnocchi di prete (Фріулі); frigulelli, piccicasanti, strozzafrati (Марке), cecamariti (Лаціо); maccheroni alla molinara (Абруццо); strangulaprievete (Неаполь); strangulaprieviti (Calabria); affogaparini (Сицилія) | Тоскана, Емілія-Романья                                                                                  |
|        | Testaroli                     | | | | Тоскана                                                                                                  |
|        | Tortiglioni                   | Більші трубочки, ніж rigatoni, канавки також глибші і спіральки навколо пасти. | Від Latin torquere, "крутити" | Elicoidali | Кампанія (Італія), Лаціо                                                                                 |
|        | Treccioni                     | Завита паста. | Від treccia, "коса". | | |
|        | Trenne                        | Penne у формі трикутника | | Triangoli, penne triangolo | |
|        | Trofie                        | Тонкі кручені макарони з твердої пшениці та води. Trofie bastarde зроблені з каштановим борошном. | можливо від грецького trophe, "їжа" або місцевий генуезький діалект strofissià або strufuggiâ, "терти".                                                              | Rechelline, trofiette. | Лігурія                                                                                                  |
|        | Tuffoli                       | Ребристі rigatoni | | | |
|        | Vesuvio                       | Паста у формі штопора. | Від гори Везувій | | Кампанія (Італія)                                                                                        |

## Витягнута паста
Strascinati це диски пасти, в основному ручної роботи, котрі тягли (strascinato) по дерев'яній дошці. Orecchiette - типовий приклад. 
| Вигляд | Тип                     | Опис                                                                                                   | Переклад                                                         | Синоніми | Походження або основна область споживання |
| ------ | ----------------------- | --- | ---------------------------------------------------------------- | --- | ----------------------------------------- |
|        | Cencioni                | Пелюстка у формі, трохи вигнута з шорсткою опуклою стороною                                            | Маленькі ганчірочки                                              | Mischiglio (Базиліката) | Південна Італія                           |
|        | Corzetti                | Плоска з відбитим малюнком з Лігурії                                                                   | Назва походить від монети Генуї 14 століття, corzetto.           | Curzetti ( Генуя ); crosets ( П'ємонт ); crosetti ( Емілія-Романья ); croxetti, torsellini | Val Polcevera                             |
|        | Fainelle                | Плоский strascinato, віддалено нагадує плідріжкового дерева.                                           | Fainella означає плід ріжкового дерева на апулійському діалекті. | | Фоджа (Апулія)                            |
|        | Foglie d'ulivo          | У формі, як оливковий лист                                                                             | Оливкове листя                                                   | |                                           |
|        | Орекієтте (Orecchiette) | Нерегулярний диск з центральним куполом і трохи товстішою коронкою. Strascinate ідентичні, але плоскі. | Маленькі вуха                                                    | strascinate; recchini (Рим); recchietele (Кампанія (Італія), Молізе та Базиліката); orecchie di prete (Абруццо та Базиліката ); cicatelli (Апулія); recchie di prevete (Фоджа); cagghiubbi / fenescecchie (Барі); Chancierelle / pochiacche (невеликі / великі версії; Таранто); stacchiodde ( Лечче ) | Апулія                                    |

## Супова паста
Це невеличкі види пасти, в основному використовуються в супах, багато з яких належать до сімейства пастина ("малої пасти").  
| Вигляд | Тип                        | Опис | Переклад, походження назви                                                                  | Синоніми | Походження або головний регіон споживання             |
| ------ | -------------------------- | --- | ------------------------------------------------------------------------------------------- | --- | ----------------------------------------------------- |
|        | Acini di pepe              | Паста подібна до бісеру | Зерна перцю                                                                                 | |                                                       |
|        | Anelli                     | Маленькі кільця пасти (не плутати з Calamaretti) | Маленькі кільця                                                                             | Aneletti, anidduzzi, cerchionetti, taraduzzi | Сицилія                                               |
|        | Anellini                   | Менший варіант anelli | Маленькі кільця                                                                             | Anelline |                                                       |
|        | Conchigliette              | Мала паста у формі раковини | Маленькі раковини                                                                           | |                                                       |
|        | Corallini                  | Малі короткі трубочки пасти | Маленькі корали                                                                             | |                                                       |
|        | Ditali                     | Короткі трубочки, діаметр яких приблизно такий же, як їх довжина Можуть бути lisci або rigati                                                                                | Наперстки                                                                                   | Ditalini, tubetti, tubettini, gnocchetti di ziti, ditaletti, coralli; denti di vecchia, denti di cavallo, ganghi di vecchia, magghietti (Апулія and Сицилія) |                                                       |
|        | Тархоня (англ. Egg barley) | Яєчна крупа | італ. Orzo All'uovo                                                                         | | Угорщина                                              |
|        | Farfalline                 | Паста у формі маленької краватки- бантика | Маленькі метелики ( «краватка-метелик» італійською cravatta a farfalla, "краватка метелик") | |                                                       |
|        | Fideos                     | Паста приготована з яєць, борошна та води. |                                                                                             | |                                                       |
|        | Filini                     | Менший варіант fideos, довжиною приблизно 12–15 мм до готування | Маленькі нитки.                                                                             | |                                                       |
|        | Fregula                    | Бісероподібна паста з Сардинія. Злегка підсмажується під час процесу сушіння.                                                                                                | Маленькі фрагменти                                                                          | Fregola, freula, fregua |                                                       |
|        | Funghini                   | Мала грибоподібна паста | Малі гриби                                                                                  | |                                                       |
|        | Gramigne                   | Коротка закручена по довжині паста. Spaccatelle більше. | Від gramigna("бур'ян") або spaccatura ("канавка")                                           | Crestine, margherite lisce, fagioletti, zitellini, tubettini lunghi, gramignoni, spaccatelle | Сицилія, Емілія-Романья, Марке, Фріулі-Венеція-Джулія |
|        | Grattini                   | Невелика зерниста паста неправильної форми (менша версія Grattoni) | Маленькі Зерна                                                                              | |                                                       |
|        | Grattoni                   | Велика зерниста паста неправильної форми | Зерна                                                                                       | |                                                       |
|        | Midolline                  | Плоска паста у формі краплі (схожі на Orzo, але ширші) |                                                                                             | |                                                       |
|        | Occhi di pernice           | Дуже маленькі кільця пасти | Очі куріпки                                                                                 | |                                                       |
|        | Орзо (італ. Orzo)          | Паста у формі рису. Risoni трохи більше. | Ячмінь, рис                                                                                 | Puntine, punte d'ago, armelline, semi d'orzo, semi d'avena, semi di riso, occhi di giudeo, armellette, puntalette, semi di cicoria, cicorietta, risetto, chicchi di riso, semini, avena, avena grande, cicorie, semi di melone, semi di mela, midolline, semoni, risone, risoni riso |                                                       |
|        | Pastina                    | Хоча pastina - назва для цілого сімейства мініатюрних форм пасти, воно також використовується для опису найосновнішого в цій сім’ї - маленьких сфер, менших за acini di pepe | Маленька паста                                                                              | |                                                       |
|        | Piombi                     | Сфери трохи більші, ніж acini di pepe |                                                                                             | Pearl pasta |                                                       |
|        | Птітім (англ. Ptitim)      | Зерна рису, сфери або інші форми | Пластівці                                                                                   | Israeli couscous, Jerusalem couscous, giant couscous, pearl couscous | Ізраїль                                               |
|        | Puntine                    | Менша версія Risi |                                                                                             | |                                                       |
|        | Quadrettini                | Невеликі плоскі квадратики пасти | Малі квадрати                                                                               | Quadrucci, quadratini, quadretti, lucciole, quadrellini, quadrotti; quaternei (Емілія-Романья); squadrucchetti (Умбрія); ciciarchiola/cicerchiole (depending on size; Лаціо). |                                                       |
|        | Sorprese                   | Невеличка паста у формі дзвіночка з краєм з оборкою і складкою на одній стороні. Можуть бути ребристими або гладкими (lisce)                                                 | Сюрприз                                                                                     | |                                                       |
|        | Stelle                     | Невеличка паста у формі зірочок. | Зірки малі чи великі (відп. stelline або stellette)                                         | anellini, avermarie, astri, fiori di sambuco, lentine, puntine, semini, stellettine, stellette |                                                       |
|        | Stortini                   | Менша версія ліктьових макаронів | Маленькі криві                                                                              | |                                                       |
|        | Tripolini                  | У більших варіантах їх іноді називають farfalle tonde. Small bow tie-shaped pasta with rounded edges.                                                                        | canestrini ("маленькі вербові кошики").                                                     | Signorine, canestri, canestrini, farfallini, galani, nastrini, nodini, stricchetti |                                                       |
|        | Alphabet pasta             | Паста, котру механічно вирізали або пресували у формі літер алфавіту |                                                                                             | |                                                       |

## Паста з начинкою
Назва raviolo (нар. Равіолі) може бути використаний в якості загального опису практично для будь-якого типу макаронних виробів з начинкою.
| Вигляд | Тип                           | Опис | Переклад, походження назви | Синоніми | Походження або головний регіон споживання             |
| ------ | ----------------------------- | --- | --- | --- | ----------------------------------------------------- |
|        | Agnolotti                     | Напівкруглі або квадратні кишені; можна заправити рикотою, сумішшю сиру та м'яса (agnolotti di grasso), або протертими овочами (agnolotti di magro).                                                                                | Зменшення старого слова "ангел"; Agnolotti було прізвисько Giotto di Bondone's.                                                                | agnellotti, agnolòt, angelotti, langaroli, langheroli, piat d'angelòt | П'ємонт                                               |
|        | Caccavelle                    | Велика мископодібна паста, призначена для начинки | Від латинського cacabus, "горщик" | Pentole (Неаполь) | Неаполь                                               |
|        | Каннеллоні (італ. Cannelloni) | Рулони пасти з різними наповнювачами, як правило, приготовані в печі | Походить з cana, "очерет". | Cannaciotti, canneroncini, cannarone/cannerone (Неаполь), cannarune (Апулія), canneroni, cannoli/ crusetti (Сицилія), manfriguli/manfrigoli (Вальтелліна),{sfn\|Hildebrand\|Kenedy\|2011\|p=50}} manicotti (in the US), gnocchettoni zitoni, tagliati di zitoni, cannelloni zitoni, spole, sigarette, schiaffoni | Центральна Італія                                     |
|        | Cappelletti                   | Квадрати тіста, наповнені сиром (або, рідше, м’ясом) і закриваються до форми маленької шапочка(cappello=шапка). У переважній більшості Емілія-Романья начинка робиться з суміші пармезану та м'якого сиру.                          | Маленькі шапки або капелюхи | cappelli, cappelli del prete, або nicci в Тоскана. | Емілія-Романья                                        |
|        | Caramelle                     | Фарширована паста, що нагадує цукерки подвійного кручення. | Цукерки | | Парма та П'яченца                                     |
|        | Casoncelli                    | Фарширована паста з різними начинками. | Можливо від casa, "дім, житло" | Casonsei, Casonziei, Ciaroncie | Ломбардія                                             |
|        | Casunziei                     | Фарширована паста з різними начинками | Від casa, "дім, житло" | | Венето                                                |
|        | Conchiglioni                  | Велика паста, у формі мушлі, для начинки | Великі раковини | | Кампанія (Італія)                                     |
|        | Culurgiones                   | Фарширована паста, типово з начинкою з картоплі та м'яти | | Culingionis, Culurzones, Kulurjones, angiolottus, spighitti | Сардинія (особливо Південно-Східний регіон Ogliastra) |
|        | Fagottini                     | «Гаманець» або пучок пасти, виготовлена із круглої форми тіста, зібраної в пучок у формі кульки, часто фарширований рикотою та свіжою грушею                                                                                        | Маленькі пучки тканини | |                                                       |
|        | Lumache                       | Шматочки пасти у формі равликів. Більші за gomiti або pipe. | Равлики | Lumachelle, lumachette, cirillini, chifferini, ciocchiolette, cirillini, gomitini, gozziti, lumachelle, lumachoni, pipe, pipette, tofarelle |                                                       |
|        | Mezzelune                     | Напівкруглі кишені діаметром близько 2,5 дюйма | Півмісяці | |                                                       |
|        | Occhi di lupo                 | Велика, фарширована паста у формі Пенне. Близько 1,5 дюймів завдовжки. | Ребристі очі вовка | |                                                       |
|        | Pansotti                      | Трикутна форма з опуклим центром, не містить м'яса. | Великі животи | Ravioli di magro. | Лігурія                                               |
|        | Равіолі (італ. Ravioli)       | Дві частини пасти одна поверх іншої, начинені сиром, м'ясним фаршем, протертими овочами, або їх сумішю. Хоча зазвичай квадратні, вживаються й інші форми, включаючи круглі та напівкруглі (Mezzelune)                               | Багато тверджень: можливо, від rapa, "овочевий корінь", або rabibole, "дешеві речі" в Лігурійська мова; або просто від ravolgere, "загортати". | |                                                       |
|        | Rotolo ripieno                | Згорнута паста з начинкою; варений рулет зазвичай нарізають скибочками, заливають соусом і обсмажують у духовці | "Фарширований рулет" | Rotoli imbotito; strudel (Трентіно-Альто-Адідже); pasta al sacco (Марке) |                                                       |
|        | Sacchettoni                   | Круглі, схожі на fagottini, але також можуть використовувати начинку з равіолі. Невеликий квадрат пасти завели навколо начинки і скрутили.                                                                                          | Маленькі мішечки | Sacchetti, sacchetini depending on size |                                                       |
|        | Tortelli                      | Квадратний лист макаронних виробів, складений у трикутник або диск, складений півколом, а обидві кінцівки згодом з'єднані, щоб утворити форму кільця. Розміри близько 30х35 мм. Солодкі варіації можна знайти (tortelli cremaschi). | Маленькі пиріжки | Cappellacci, turtello (Емілія-Романья), tordelli (Тоскана), casonsei (Бергамо and Брешія) |                                                       |
|        | Тортеліні (італ. Tortellini)  | Кільцеподібні, зазвичай, фаршировані сумішшю м’яса та сиру. Приблизно розміром 25x20мм. | Маленькі tortelli | Agnoli, presuner or prigioneri (Капрі) |                                                       |
|        | Тортелоні (італ. Tortelloni)  | 102/5000 Круглі або прямокутні, схожі на tortelli, але більші (38х45мм). Начинка зазвичай не включає м'ясо. | | |                                                       |
|        | Tufoli                        | Паста як раковина досить велика для начинки (як з м'ясом або сиром). З південного італійського діалекту, множина tufolo (трубка), модифікація латинського tubulus (tubule)                                                          | Велика трубка | Maniche, Gigantoni, Occhi di elefante, Elefante, Canneroni grandi, Occhi di bove |                                                       |

## Ньокі та ньокетті
| Вигляд | Тип                   | Опис | Переклад                                | Синоніми                                                                                    | Походження або основна область споживання         |
| ------ | --------------------- | --- | --------------------------------------- | ------------------------------------------------------------------------------------------- | ------------------------------------------------- |
|        | Канедерлі (Canederli) | Маленькі кульки з тіста. Зазвичай роблять з сухарів, але солодкі варіанти могли мати картопляну основу. | Від німецького Knödel                   | Gnocchi di pane, canedeli, knödel                                                           | Трентіно-Альто-Адідже                             |
|        | Donderet              | Подовжена вузька галушка                                                                                |                                         | Dandolarini, strangolapreti piemontesi                                                      | П'ємонт, зокрема Кунео (провінція) та Валле-Кола. |
|        | Ньокі (Gnocchi)       | різні товсті, маленькі та з м'якого тіста галушки                                                       | Можливо, від nocca, що означає "рулька" | Gnocchetti, gnocchi alla romana, gnudi, malfatti, strangulaprievete, cavatelli, malloreddus | різноманітні                                      |

## Дивитися також
- Італійська кухня  –    Кухня Італії
- Рагу  –   соус на основі м'яса в італійській кухні, який часто подають з макаронами
- Манна крупа  –    ядро пшениці із твердої пшениці, яка використовується для виготовлення пасти (макаронних виробів)